# Resolutie 239 Veiligheidsraad Verenigde Naties
Resolutie 239 van de Veiligheidsraad van de Verenigde Naties werd unaniem aangenomen op 10 juli 1967.

## Achtergrond
Congo werd onafhankelijk op 30 juni 1960; België trok zich uiteindelijk terug uit angst voor een onafhankelijkheidsoorlog zoals in Algerije. Patrice-Emery Lumumba (1925-1961) werd eerste minister. Na vijf jaar van onstabiliteit en wanorde zette generaal Mobutu Kasavubu af in 1965. Hij installeerde een één-partijstaat en riep zichzelf uit tot staatshoofd.

## Inhoud
De Veiligheidsraad had het document S/8031, verordend door de regering van de Democratische Republiek Congo, ingezien. Ook had hij de serieuze toestand in de Democratische Republiek Congo besproken. De Veiligheidsraad was ernstig bezorgd over de buitenlandse bedreiging van de binnenlandse veiligheid van de Democratische Republiek Congo.
De Veiligheidsraad bevestigde met extra nadruk paragraaf twee van resolutie 226, en veroordeelde alle staten die trainingen van huurlegers toestonden. Alle regeringen werden gemaand ervoor te zorgen dat er via hun grondgebied en door hun burgers geen huurlegers gesteund zouden worden die inbreuk konden doen op de binnenlandse veiligheid van Congo.
De Veiligheidsraad besloot de kwestie te blijven observeren, en verzocht de Secretaris-Generaal de naleving van deze resolutie nauwkeurig te blijven volgen.

## Verwante resoluties
- Resolutie 226 Veiligheidsraad Verenigde Naties
- Resolutie 241 Veiligheidsraad Verenigde Naties

Lijst ·  233 ·  234 ·  235 ·  236 ·  237 ·  238 ·  239 ·  240 ·  241 ·  242 ·  243 ·  244